# Niphosoma compactum
Niphosoma compactum är en skalbaggsart som beskrevs av Stefan von Breuning 1943. Niphosoma compactum ingår i släktet Niphosoma och familjen långhorningar. Inga underarter finns listade i Catalogue of Life.